# Kék Szikra díj
A Kék Szikra díjat 2015-ben hozta létre közösen a MOZAIK Egyesület és a Kockacsoki Nonprofit Kft. A díjat köszönetként minden évben olyan közéleti személyiségeknek ítélik oda, akik figyelemreméltó módon állnak ki az autista emberekért. A díj minden évben az április 2-i Autizmus világnapja programjaihoz kapcsolódva kerül átadásra.

## A díj

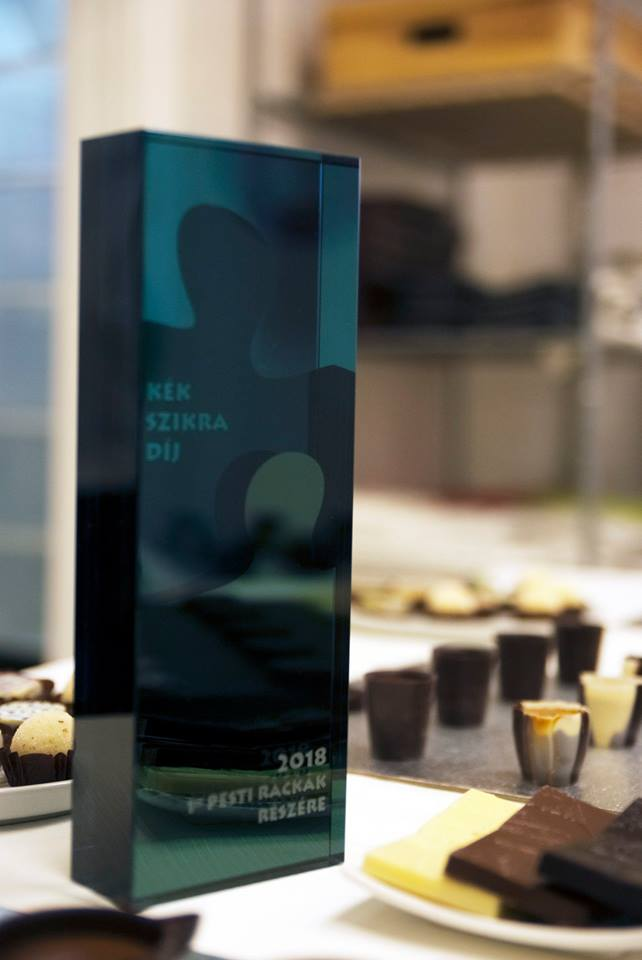
Kék Szikra Díj

A díjat Szilágyi Erzsébet szobrász, ötvösművész készítette. A művész célja a tervezés során az volt, hogy az esztétikai élményen túl ábrázolja annak szellemiségét is. A díj üvegből készült és az autizmus kék színét viseli, utalva azokra az Autizmus Világnapján megszervezésre kerülő figyelemfelkeltő kampányokra, mint pl. híres épületek kék színűre világítása, kék lufis séták, kék színű ruhába öltözés. A díjon puzzle minta található, mely szintén az autizmus egyik fő szimbóluma. A puzzle az autista emberek különleges látásmódjára, speciális gondolkodásmódjára, logikájára utal.  

## Díjazottak
- 2015 – Kulka János színművész[2][3]
- 2016 – Orlai Tibor producer (Orlai Produkciós Iroda)[4]
- 2018 – Ferenczi György és az Első Pesti Rackák[5][6]

## Alapítói
A Kék Szikra Díjat a Mozaik Egyesület és a Kockacsoki Nonprofit Kft közösen hozta létre.
A MOZAIK Egyesületet autizmussal élő gyermeket nevelő szülők alapították 2011-ben. Az Egyesület alapító tagjaiban közös, hogy mindannyian sok segítséget kaptak a gyermekünkkel való foglalkozáshoz a Budapesti Korai Fejlesztő Központ szakembereitől és lehetőségük nyílt részt venni a Központ által szervezett EarlyBird szülőképzésen. 
A KockaCsoki hazánk első autizmusbarát csokoládémanufaktúrája. A 2013-ban alapított manufaktúrában kiváló minőségű kézműves csokoládékat, édességeket készítenek. A csokoládéműhely különlegessége továbbá, hogy társadalmi vállalkozásként működik. Társadalmi céljuk az autista emberek életminőségének javítása munkaerő-piaci integrációjuk elősegítése által. Céljuk érdekében komplex, foglalkoztatást elősegítő programot működtetnek, ahol az autista fiatalok biztonságos, értő, autizmusbarát környezetben szerezhetnek munkatapasztalatot.